# Дресслер, Роберт Льюис
Роберт Льюис Дресслер (англ. Robert Louis Dressler, 1927) — американский ботаник.

## Биография
Роберт Льюис Дресслер родился в 1927 году.
В 1951 году Дресслер получил степень бакалавра в Университете Южной Калифорнии. В 1957 году он получил степень доктора философии в Гарвардском университете. Роберт Льюис Дресслер внёс значительный вклад в ботанику, описав множество видов семенных растений.

## Научная деятельность
Роберт Льюис Дресслер специализируется на семенных растениях.

## Некоторые публикации
- 1996. The Encyclia pygmaea complex, with a new Central American species,  Encyclia racemifera. Lindleyana 11: 37–40.
- 1993. Field Guide to the Orchids of Costa Rica & Panama. Cornell University Press.
- 1990. Acrorchis, a new genus from the mountains of Panama & Costa Rica. Orquidea (Mex.) 12: 11–17.
- 1984. Palmorchis en Panama, una nueva especie donde menos se le esperaba. Orquidea (Mex.) 9: 213–230.
- 1983. Classification of the orchids and their probable origin. Telopea 2: 413–424.
- 1981. The Orchids: Natural History & Classification. Harvard University Press.
- 1979. Salpistele, un género nuevo de las Pleurothallidinae. Orquideologia 14: 3–17.

## Почести
Род растений Dressleria Dodson был назван в его честь.
В его честь были также названы следующие виды растений:
- Dracontium dressleri Croat[5]
- Philodendron dressleri G.S.Bunting[6]
- Spathiphyllum dressleri Croat & F.Cardona[7]
- Marsdenia dressleri Spellman[8]
- Sciadocephala dressleri R.M.King & H.Rob.[9]
- Begonia dressleri Burt-Utley[10]
- Parmentiera dressleri A.H.Gentry[11]
- Tillandsia dressleri L.B.Sm.[12]
- Werauhia dressleri (Rauh) J.R.Grant[13]
- Macrolobium dressleri R.S.Cowan[14]
- Lobelia dressleri Wilbur[15]
- Plowmanianthus dressleri Faden & C.R.Hardy[16]
- Cyclanthera dressleri Wunderlin[17]
- Doliocarpus dressleri Aymard[18]
- Tectaria dressleri A.Rojas[19]
- Euphorbia dressleri V.W.Steinm.[20]
- Herissantia dressleri Fryxell[21]
- Calathea dressleri H.Kenn.[22]
- Marcgravia dressleri Gir.-Cañas[23]
- Ardisia dressleri Pipoly & Ricketson[24]
- Campylocentrum dressleri H.Dietr. & M.A.Díaz[25]
- Coccineorchis dressleri Szlach., Rutk. & Mytnik[26]
- Dichaea dressleri Folsom[27]
- Epidendrum dressleri Hágsater[28]
- Gongora dressleri Jenny[29]
- Triaristellina dressleri (Luer) Rauschert[30]
- Vanilla dressleri Soto Arenas[31]
- Arberella dressleri Soderstr. & C.E.Calderón[32]
- Psychotria dressleri (Dwyer) C.W.Ham.[33]
- Zamia dressleri D.W.Stev.[34]
- Renealmia dressleri Maas[35]